# Hải âu mày đen

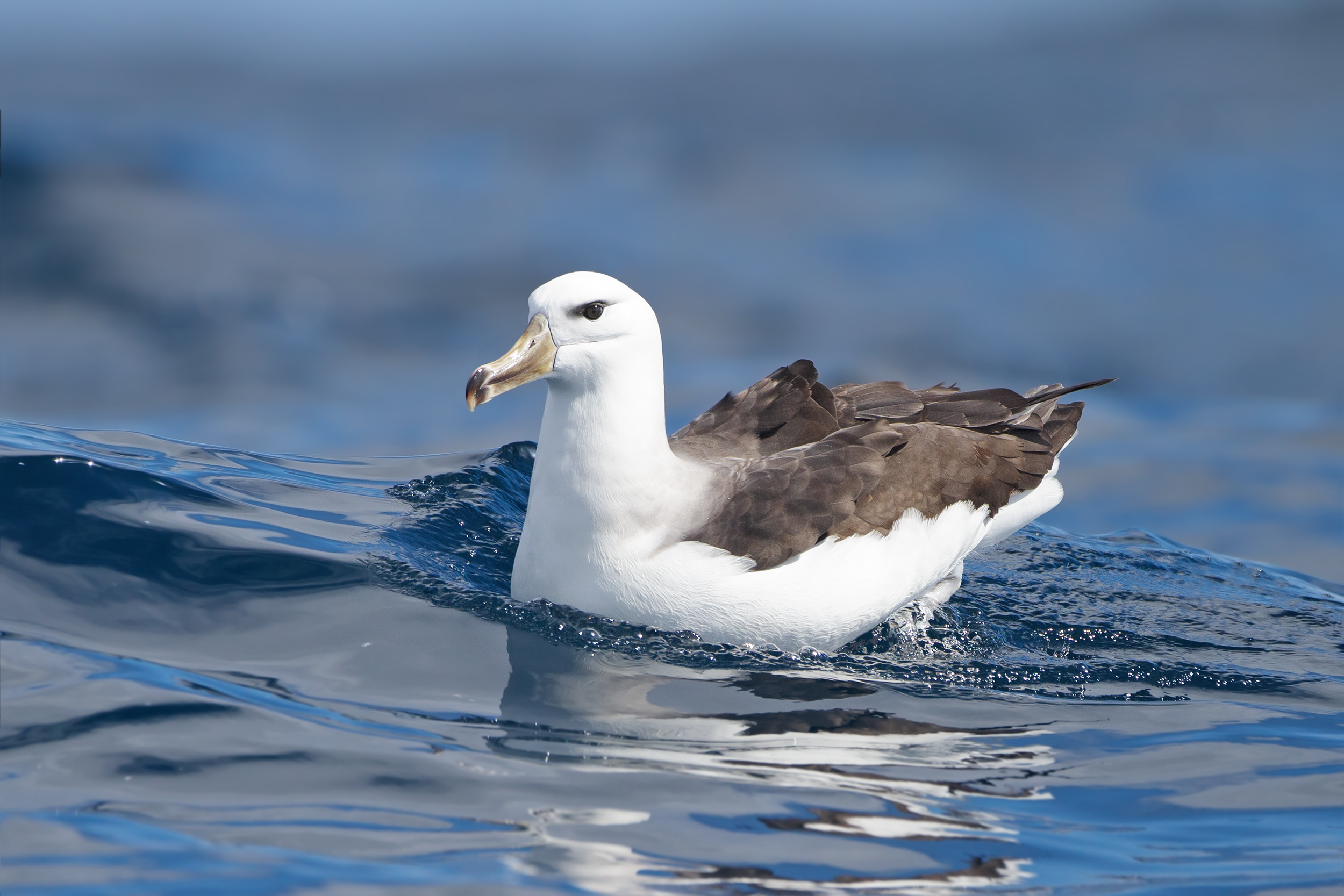
Một con sắp trưởng thành

Hải âu mày đen (Tên khoa học: Thalassarche melanophris) là một loài chim biển trong họ Diomedeidae. Chúng là loài phân bố rộng rãi nhất của họ.

## Mô tả

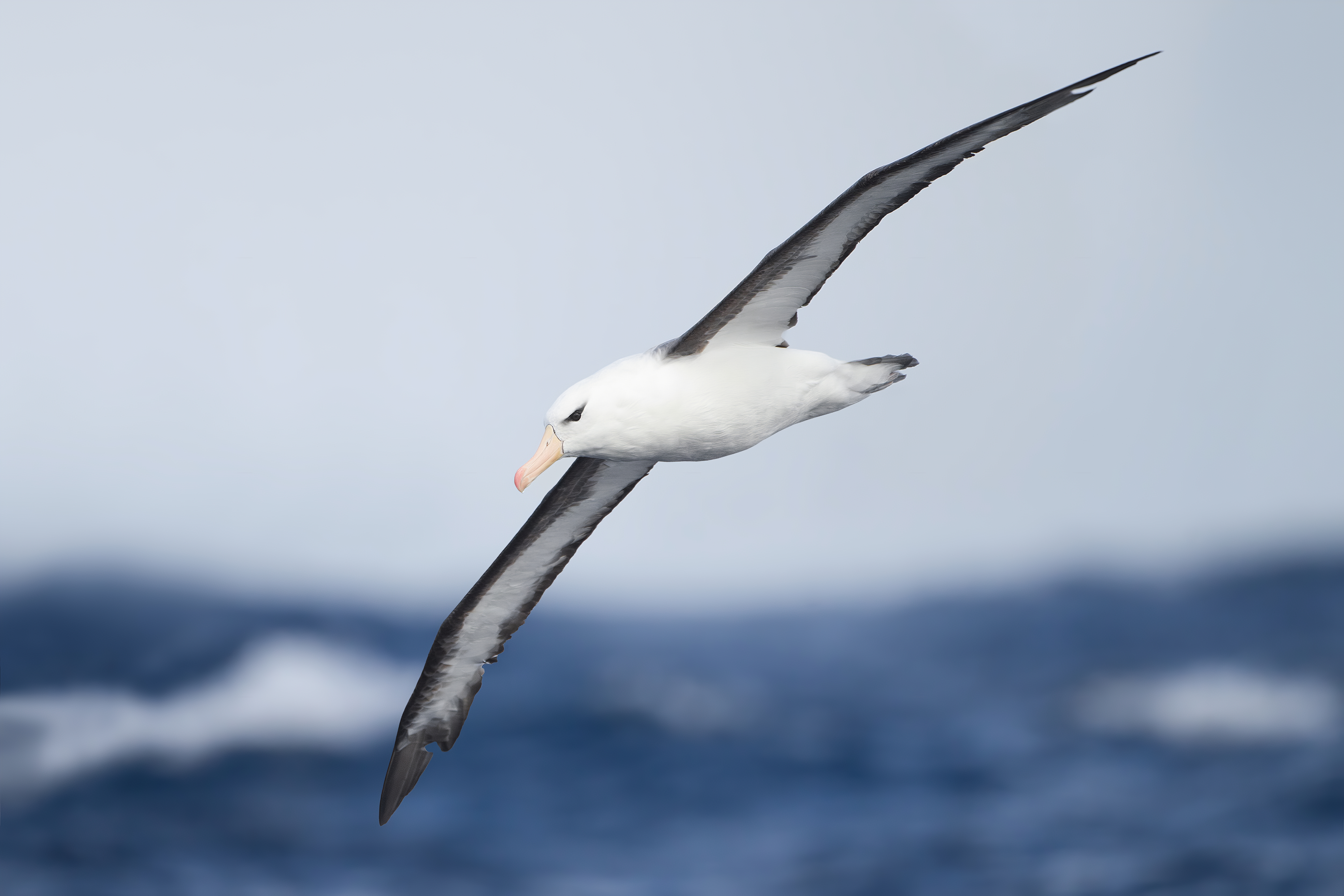
Phía đông Tasmania, Nam Dương

## Số lượng và Hành vi

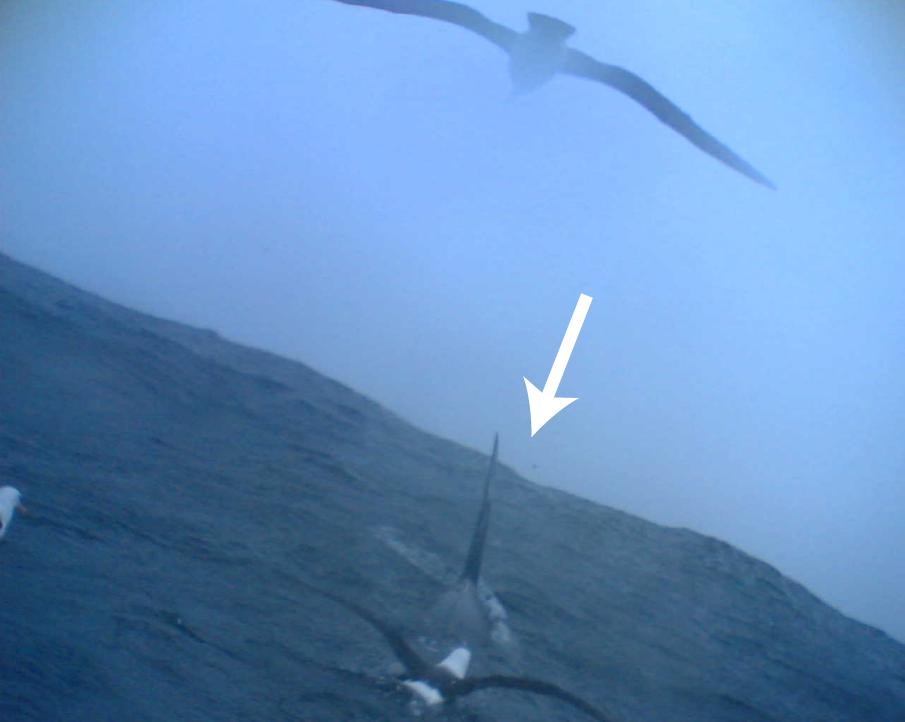
Kết hợp với con cá voi sát thủ.

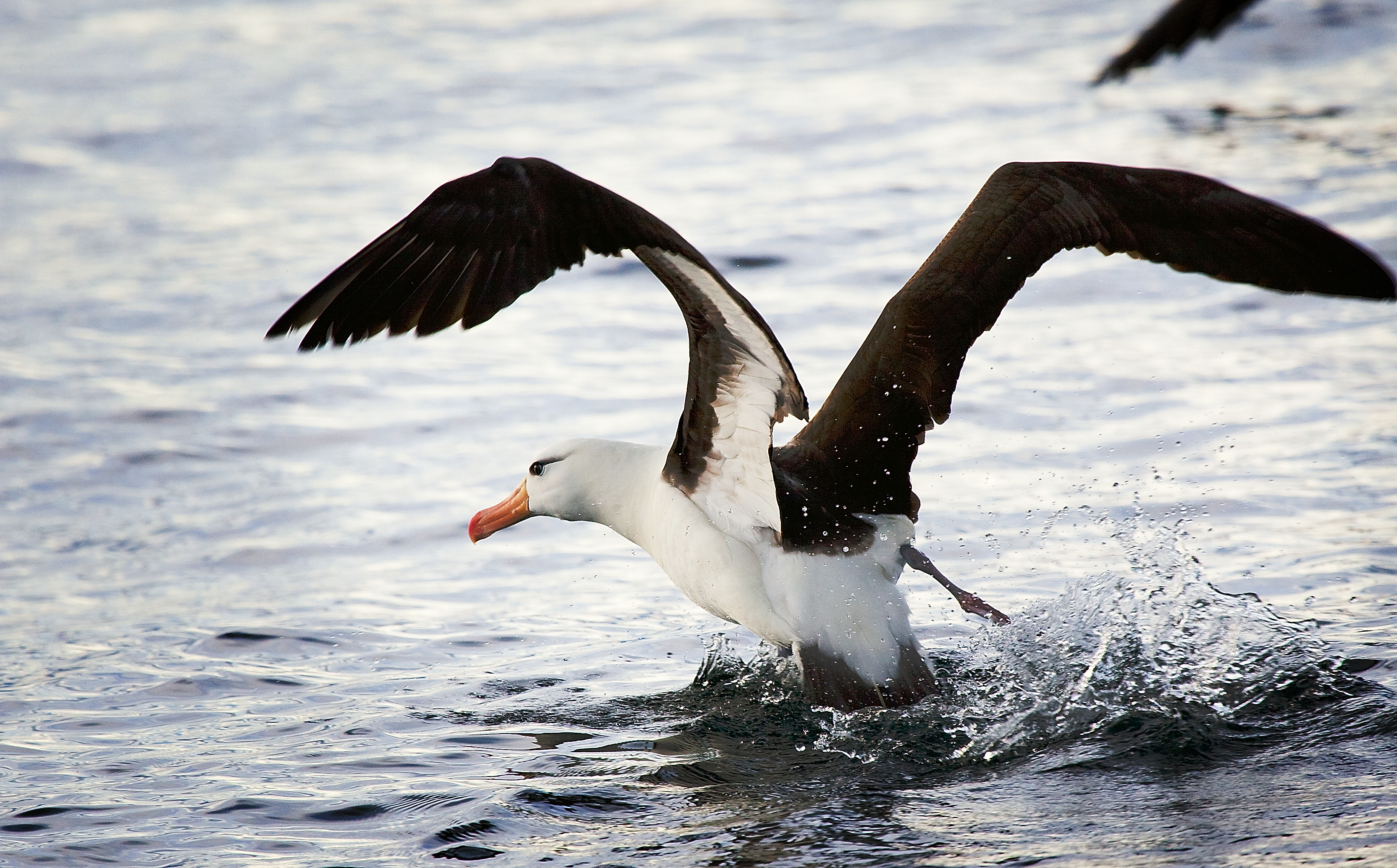
Cất cánh

### Sinh sản

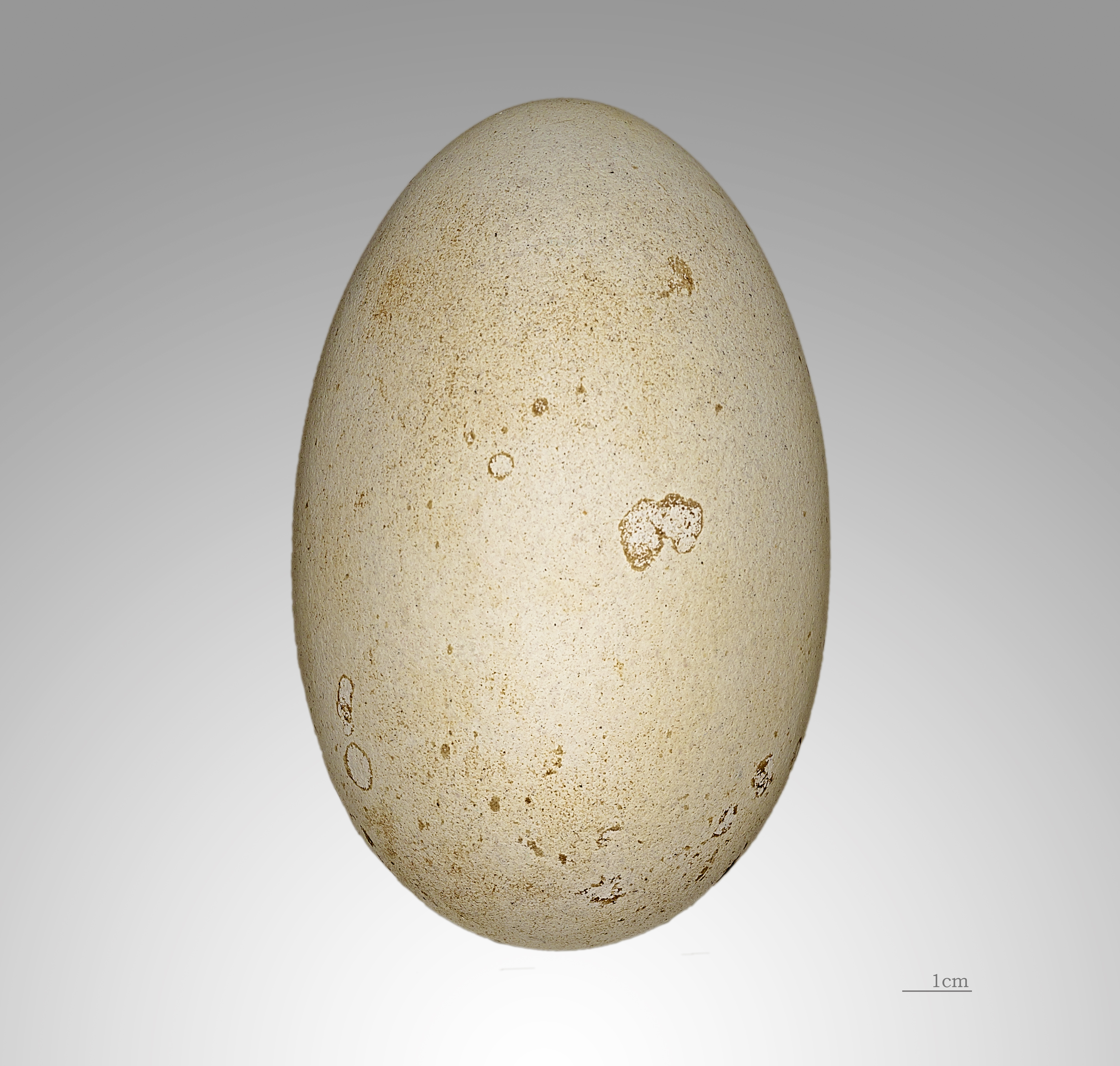
Trứng - MHNT

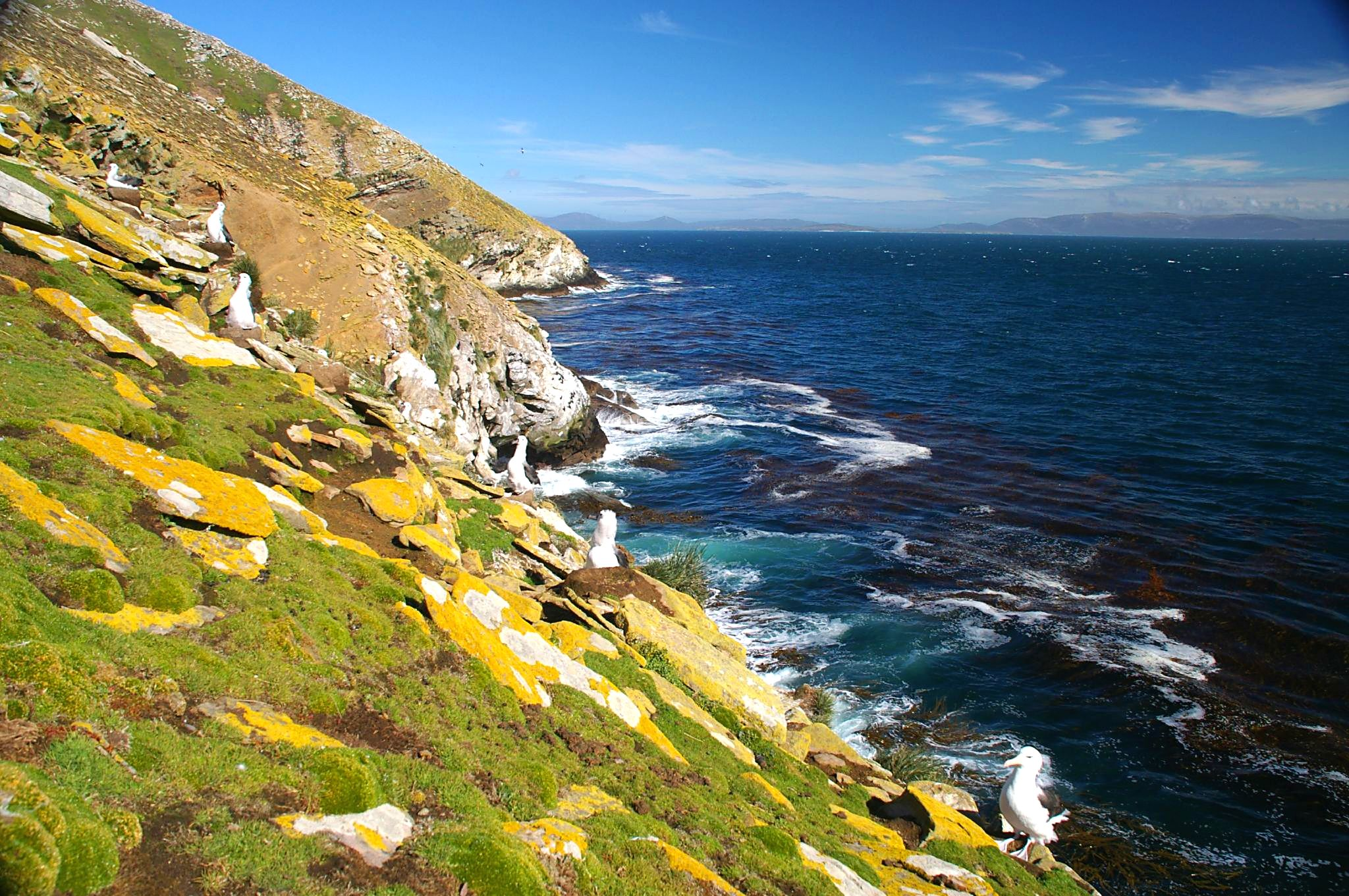
Lãnh thổ trên đảo Saunders, quần đảo Falkland